# Nippononeta kantonis
Nippononeta kantonis là một loài nhện trong họ Linyphiidae.
Loài này thuộc chi Nippononeta. Nippononeta kantonis được Hirotsugu Ono & Kendo Saito miêu tả năm 2001.